# 아시카가씨
아시카가 씨(일본어: 足利氏 아시카가시[*])는 일본의 무사 가문의 하나이다. 본성은 겐지. 가계는 세이와 겐지(清和源氏)의 일족인 가와치 겐지(河内源氏)의 후손으로, 가마쿠라 막부에서는 고케닌이었으며, 동시에 장군가의 일문인 고몬요(御門葉)의 지위를 갖고 있었다. 무로마치 시대에는 적류가 아시카가 장군가로서 천하인이 되었다.
후지와라노 히데사토의 자손인 후지와라 성 아시카가 씨를 가리키는 도세이 아시카가 씨(일본어: 藤姓足利氏)에 대응하여 미나모토세이 아시카가 씨(일본어: 源姓足利氏)라고 부르는 경우도 있다.

## 출자
헤이안 시대 가와치 겐지의 도료(棟梁) 하치만타로 요시이에의 넷째 아들로써 아시카가 시키부노다이후(足利式部大夫)라 불렸던 요시쿠니(義国)가 시모쓰케국 아시카가 장원(足利荘)를 영지로 다스리며 그곳의 지명을 자신의 본관으로 삼고, 둘째 아들 요시야스(義康) 이후 그 자손은 대대로 아시카가 씨를 칭하였다. 닛타씨(新田氏)와는 같은 조상을 모시는 관계이다.

### 헤이안 · 가마쿠라 시대
요시쿠니의 둘째 아들 요시야스는 도바 상황의 북면 무사(北面武士)가 되어 호겐의 난에서도 다이라노 기요모리, 미나모토노 요시토모와 함께 참전하였다. 후지와라노 스에노리(藤原季範)의 딸을 아내로 맞았다. 그 아들 아시카가 요시카네(足利義兼)는 지쇼(治承) 4년(1180년) 미나모토노 요리토모(源頼朝)의 거병에 참가하여 지쇼-주에이의 난(寿永の乱), 오슈 합전(奥州合戦) 등에도 참가, 가마쿠라 막부(鎌倉幕府)의 유력 고케닌(御家人)으로써의 지위를 얻고, 고몬요(御門葉)로써 겐지 쇼군가(源氏将軍家)의 일문이라는 지위에 있었다.
아시카가 요시우지(足利義氏) 이후의 일이기는 하지만 가즈사(上総) ・ 미카와(三河)의 슈고(守護)직을 맡기도 했다. 또한 호소카와씨(細川氏), 시바 씨(斯波氏), 시부카와 씨(渋川氏), 잇시키 씨(一色氏), 오마타 씨(小俣氏), 하타케야마 씨(畠山氏), 기라씨(吉良氏), 이마가와 씨(今川氏), 니키 씨(仁木氏), 고즈케 씨(上野氏), 도자키 씨(戸崎氏) 등의 서류(庶流)로 나뉘어 일족이 전국에 퍼졌다.
겐지 쇼군가가 멸망한 뒤에도 호조씨(北条氏)와는 혼인이나 헨기(偏諱)를 통해 양호한 종속관계를 유지하였으나(후술), 4대 당주 아시카가 야스토키(足利泰氏)는 가마쿠라 막부에 알리지 않고 무단으로 출가하고(일설에는 모반 혐의를 받고 있었다고 하지만 진위는 알 수 없다) 물러났으며, 5대 당주 아시카가 요리우지(足利頼氏)와 우에스기 시게후사(上杉重房) 사이에 태어난 6대 당주 아시카가 이에토키(足利家時)는 시모쓰키 소동에 관련되어 자결하였다고 전한다. 한편으로 이에토키의 죽음은 호조 도키무네(北条時宗)의 죽음에 대한 순사(殉死)로써 호조 집안으로부터 받는 의심의 눈초리를 피해 보려는 요소가 있었으며, 그 결과 막부가 멸망하기 직전까지도 아시카가 씨는 호조 씨의 신뢰를 받게 되었다고 보는 견해도 존재한다.
제7대 당주 아시카가 사다우지(足利貞氏)는 정실로 호조 일족의 가나자와 아키토키(金沢顕時)의 딸 샤카도 도노(釈迦堂殿)와의 사이에서 장남 아시카가 다카요시(足利高義)를 얻었으나 다카요시는 요절했고, 우에스기 시게후사의 아들 요리시게(頼重)의 딸인 우에스기 기요코(上杉清子)와의 사이에서 얻은 아시카가 다카우지(足利尊氏)가 아시카가 8대 당주를 이었다. 또한 사다우지는 기요코와의 사이에서 다카우지와 함께 '양장군(両将軍)'이라 불린 아시카가 다다요시(足利直義)도 얻었다. 다카우지는 조케이(正慶) 2년(1333년)에 고다이고 천황(後醍醐天皇)의 거병에 응하여 가마쿠라 막부를 쓰러뜨리는 공을 세웠다.
애초에 조상인 요시쿠니는 겐지인 미나모토노 요시이에의 아들이었지만 적류가 아닌 방류(傍流) 즉 방계에 지나지 않았다. 손자인 요시카네와 미나모토노 요리토모와의 연척 관계로 보면 종제(從弟)에 해당하며 요시카네는 일찍부터 막부에 출사하였고 요리토모와의 혈연도 있었으므로 요리토모의 명으로 호조 도키마사(北条時政)의 딸을 아내로 맞았으며, 막부 전반기는 호조 도쿠소케(北条得宗家)와, 후반기에는 호조 씨의 서류(庶流) 가운데서도 유력한 일족과, 막부에 가까운 호조 씨와 연척 관계가 이어지고 있었다. 또한 관위 등의 면에서 보아도 아시카가 씨 역대 당주의 승진은 호조 도쿠소케 다음으로 빨랐으며 훗날 호조 씨 서가(庶家)와 비슷하였으나, 그것도 그만큼 호조 도쿠소케의 승진이 빨랐기 때문이기도 하며, 아시카가 씨의 가격(家格)의 하락에 의한 것이 아니라 의연히 호조 씨 이외의 고케닌들과 비교해볼 때 확실히 두드러지는 것이었다. 또한 아시카가 씨는 평시에는 가마쿠라도노(鎌倉殿, 쇼군)를 모시며 전시에는 겐지의 일문으로써 군사를 거느리는 일을 맡았다. 특히 호조 씨에게 있어서 중대한 위기였던 조큐의 난(承久の乱)에서 아시카가 요시토키(足利義氏)가 호조 야스토키(北条泰時) ・ 호조 도키후사(北条時房)를 보좌하는 1군의 장군이었던 것은 호조 씨에게 있어서도 길례로 인식되었으며 아시카가 씨를 배제할 의도를 억제하게 되었다. 그 결과 겐지 쇼군이 단절된 뒤에도 유력 고케닌으로써 겐지의 유일한 일류(一流)로 여겨지게 되었다. 고다이고 천황의 거병 무렵에도 아시카가 집안의 귀추가 큰 영향을 주었다.

#### 호조 씨와의 관계
가마쿠라 시대 아시카가 적류 가문의 역대 당주들은 그 이름을 호조 씨 종가인 도쿠소케(得宗家)의 당주들의 이름 한 글자＋집안의 통자(通字)인 「우지」(氏)를 합쳐서 지었으며 구체적으로는 야스우지(泰氏)가 외할아버지인 호조 야스토키(北条泰時), 요리우지(頼氏)가 호조 도키요리(北条時頼), 사다우지(貞氏)가 호조 사다토키(北条貞時), 사다우지의 세 아들(다카요시高義 ・ 다카우지高氏 ・ 다카쿠니高国)가 호조 다카토키(北条高時)로부터 제각기 이름 한 글자를 받았다.
또한 요시카네(義兼)가 요리토모의 아내 호조 마사코(北条政子)의 친여동생인 호조 도키코(北条時子)를 아내로 맞이한 것을 시작으로, 아시카가 집안은 대대로 호조 씨와 연척 관계를 맺어왔다. 구체적으로는 요시우지(義氏)는 호조 야스토키의 딸을, 야스우지는 호조 도키우지(北条時氏)의 딸을, 요리우지는 호조 도키모리(北条時盛)의 딸을, 이에토키(家時)는 호조 도키시게(北条時茂)의 딸을, 사다우지는 가나자와 아키토키(金沢顕時)의 딸인 샤카도 도노(釈迦堂殿)를, 다카우지는 아카하시 히사토키(赤橋久時)의 딸 도시/나리코(登子)를, 제각기 정실로 맞이하였다.
이와 같이 아시카가 씨의 역대 당주는 대대로 호조 일문의 여성을 정실로 맞이하였고 그 사이에서 태어난 아이가 적자(嫡子)로 인정되었으며 아무리 그보다 연장자인 아들이 몇 명이 있다 해도 그들은 모두 서자로 취급되었고 집안을 이을 수 없도록 되어 있었으나정실(즉 호조 도키모리北条時盛의 딸)이 아들을 낳기 전에 요절한 요리우지의 뒤를 그 서자였던 이에토키(사다우지의 아버지로 어머니는 우에스기 시게후사上杉重房의 딸이었다)가 가독(家督)을 잇기도 했다. 이에토키에게 아시카가 집안의 통자인 「우지」가 붙여지지 않은 것은 이러한 이유 때문인 것으로 보이는데 대신 사용되었던 「토키」(時)는 호조 집안의 통자이기도 해서 이 또한 마찬가지로 호조 집안으로부터 이름자를 받았다고 추정되기도 한다.
사다우지(이에토키의 아들)의 장남인 아시카가 다카요시(足利高義)의 이름에도 「우지」가 사용되지 않았는데, 이름에 쓰인 두 번째 글자로 세이와 겐지(清和源氏)의 통자인 「요시」(義)가 쓰이고 있는 배경으로는 이 당시 아시카가 씨와 호조 도쿠소케의 양호한 관계를 상징하는 것으로써 도쿠소케가 아시카가 씨의 쇼군 및 도쿠소케에 대한 충절의 대가로 아시카가 씨를 「겐지 적류」로써 인정해 준 것이 아니냐는 견해도 있다. 하지만 다카요시도 요절했기에, 이에토키와 마찬가지로 '서자'였어야 할 둘째 아들 다카우지(高氏)가 최종적으로 아시카가 종가를 이어받아 당주가 되었다.
덧붙여 야스우지의 아버지 요시우지(義氏)의 「요시」에 관해서도 비슷하게 호조 요시토키(北条義時)에게서 하사받았다고 볼 수 없는 것도 아니나, 이에 대해서 현재의 일본 사학계의 연구에서는 언급되지 않고 있으며, 잠정적으로는 앞서 언급한 바와 같이 세이와 겐지로부터 이어받은 것으로 요시우지까지의 아시카가 집안의 통자로 이해하는 것이 올바른 해석으로 보인다.

### 남북조 시대
천황으로부터 이름자 한 자를 하사받은 다카우지(尊氏)는 당초 고다이고 천황의 겐무 신정(建武新政)에 참가하였으나, 호조 잔당들이 일으킨 나카센다이의 난(中先代の乱)을 계기로 겐무 신정으로부터 이반하고 이후 고묘 천황(光明天皇)으로부터 세이이타이쇼군(征夷大将軍)으로 임명되어, 교토에 무로마치 막부(室町幕府)를 열었다.
다카우지는 서류(庶流)에 해당하는 여러 집안을 여러 구니의 슈고(守護) 등의 요직에 임명하였다. 서류 가운데서도 기라 씨(吉良氏) ・ 시바 씨(斯波氏) ・ 하타케야마 씨(畠山氏) 등은 역대 아시카가 종가 당주의 서형(庶兄)을 조상으로 삼고 종가로부터 독립하여 가마쿠라 막부의 고케닌으로써 인정되어 임관되었고 아시카가 씨 종가는 그들에 대하여 아직 적류(嫡流)로써의 지위를 충분히 확립하지 못하고 있는 상황이었다. 남북조 동란 아래서 급격히 힘을 가지게 된 아시카가 씨 일족은 딱히 종가 당주(다카우지-요시아키라 부자)의 의향에 충실하였다고는 말할 수 없으며, 종가에 대한 반란이나 남조(南朝)로의 이반 등이 잇따랐다. 다카우지는 정실 소생으로 요절했던 아시카가 다카요시의 서제(庶弟)로 본래 아시카가 종가의 가독을 이어받을 입장이 아니었다는 것은 앞서 언급한 바와 같다. 아시카가 일족의 한 사람이었던 이마가와 사다요(今川貞世)는 『난태평기』(難太平記)에서 조부 모토우지(基氏, 이마가와 씨 2대 당주) 이전의 역사는 자신도 제대로 알지 못한다고 고백하면서 막부 성립에도 일족 내에서 다카우지의 계통을 종가 ・ 적류라고 인정하지 않으려 드는 세력이 있었던 것이나 이마가와 씨가 다른 서류와는 달리 종가에 충실한 입장이었음을 주장하고 있다. 이와 같은 상황에서 무로마치 막부는 늘 존망의 위기에 서 있었으나, 이를 극복하고 다카우지의 손자인 3대 쇼군 요시미쓰(義満)의 시대에 이르러 남북조 합일을 이루는데 성공한다.

### 무로마치 막부 쇼군가(将軍家)
아시카가 요시미쓰는 메이토쿠의 난(明徳の乱)、오에이의 난(応永の乱) 등으로 유력 슈고 다이묘(守護大名)들을 도발시켜 토벌하는 방식으로 그 세력들을 깎았고, 중국 명(明) 왕조로부터 「일본국왕」(日本国王)으로써 책봉을 받아 천황에 버금가는 권위를 확립하는 등, 막부의 안정화와 전성기를 쌓아 올렸다.
그러나 요시미쓰가 세상을 떠나고, 차츰 쇼군의 권력은 약체화되었고, 슈고 다이묘들의 대두가 현저히 진행되었다. 6대 쇼군 아시카가 요시노리(足利義教)는 아버지 요시미쓰의 정치 노선을 이어받아 쇼군 권력의 강화를 행하였으나, 그 과정에서 지나친 강경책이 주변의 반발을 초래했고, 가키쓰의 난(嘉吉の乱)으로 암살당하기에 이르렀으며, 마침내 쇼군 권력의 쇠퇴와 권위의 실추만 드러낸 결과를 낳았다. 이어 8대 쇼군 아시카가 요시마사(足利義政)의 시대에는 후계 문제 등을 놓고 오닌의 난(応仁の乱)이 발생하여, 무로마치 막부는 교토만을 지배하는 일개 지방 정권으로 전락하고 말았다.
10대 쇼군 아시카가 요시타네(足利義稙)는 간레이(管領) 호소카와 마사모토(細川政元)에 의해 쇼군에서 쫓겨났다. 이를 역사에서는 메이오 정변(明応の政変)이라고 부르며, 메이오 정변 이후의 쇼군들은 실권을 빼앗긴 이름뿐인 존재가 되어, 유력 다이묘(大名)들의 지지 없이는 쇼군의 지위도 보전하기 어려운 지경에 놓였다.
그 뒤 아시카가 쇼군가에서는 쇼군의 요절 등이 잇따랐고, 13대 쇼군 아시카가 요시테루(足利義輝)의 시대에 이르러 쇼군의 권력이 다시금 부활될 조짐을 보였으나, 에이로쿠(永禄) 8년(1565년) 5월에 미요시 산닌슈(三好三人衆) 등에 의해 요시테루가 암살되고 말았다. 에이로쿠의 변(永禄の変)이라 불리는 이 사건으로 쇼군 요시테루가 시해된 이후 쇼군은 유명무실화되었다. 한편 요시테루 암살 3년 뒤, 무로마치 막부에서는 쇼군의 자리가 공석으로 남아 있는 사태가 이어졌고, 일시적으로 무로마치 막부 자체가 소멸되기도 하였다(만도코로 등의 관료기구는 존재하고 있었다).
요시테루의 친동생 아시카가 요시아키(足利義昭)는 에이로쿠 11년(1568년) 오다 노부나가(織田信長)에게 옹립되어 교토로 상경했고, 제15대 쇼군이 되었다. 이때 14대 쇼군이었던 요시히데(義栄)는 아와(阿波)로 달아났다. 그의 계통은 히라시마 구보 가(平島公方家)라 불렸다. 이어 쇼군 요시아키는 노부나가와 대립하다 겐키(元亀) 4년(1573년)에 교토에서 쫓겨나(마키시마 성 전투槇島城の戦い) 빈고(備後)로 옮겨졌고, 무로마치 막부는 종언을 맞이하였다. 한편 《공경보임》(公卿補任)에는 덴쇼(天正) 16년(1588년) 도요토미 정권(豊臣政権)이 확립되고 아시카가 요시아키가 교토에서 출가하기까지 쇼군직에 있었다고 기록하고 있다.
요시아키의 아들 기진(義尋)의 아들들은 모두 승려로 출가하였고, 아시카가 쇼군가의 직계는 끊어졌다. 한편 요시아키의 아들 혹은 손자라는 전승이 있는 인물로 잇시키 요시타카(一色義喬)나 나가야마 요시아리(永山義在)가 있으나, 그 출자를 증명할 수 있는 명확한 증거는 오늘날 남아 있지 않다.

## 간토쿠보가
일찍이 다카우지의 아들로 간토 지배를 위해 아버지에 의해 파견되었던 가마쿠라 구보(鎌倉公方) 아시카가 모토우지(足利基氏)는 가마쿠라를 중심으로 간토를 지배하였다. 그러나 모토우지 사후 그 자손은 교토의 무로마치 막부 쇼군가와 대립 ・ 항쟁을 거듭했고, 결국 4대 구보인 아시카가 모치우지(足利持氏)에 이르러 6대 쇼군 요시노리(義教)와 충돌하기에 이르렀다. 일본 역사에서 말하는 에이호의 난(永享の乱)이다. 모치우지는 이 난에서 패했고 요시노리의 명으로 자결해야 했으며, 가마쿠라 구보 가문은 멸망하였다.
그러나 요시노리 사후 요시노리의 명으로 목숨을 건졌던 모치우지의 막내아들 시게우지(成氏)가 쇼군 요시마사로부터 집안을 일으키는 것을 허락받고, 제5대 가마쿠라 구보가 되었다. 하지만 시게우지는 간토 간레이 우에스기 씨(上杉氏)와 대립하였고 가마쿠라를 버리고 시모우사(下総)의 고가(古河)로 옮겨 고가쿠보(古河公方)라 칭하였다. 시게우지 사후 고가 구보 가문은 내분이 잇따랐고, 5대 구보 아시카가 요시우지(義氏)가 덴쇼(天正) 11년(1583년)에 사망하면서 고가 구보 가문은 단절되었다.
한편 아시카가 요시마사의 동생이었던 아시카가 마사토모(足利政知)에서 비롯된 호리고에쿠보가(堀越公方家)은 제2대 자차마루(茶々丸)의 시대에 호조 소운(北条早雲)에 의해 멸망당하였다. 제2대 고가 구보인 아시카가 마사우지(足利政氏)의 둘째 아들 요시아키(義明)에서 비롯된 오유미쿠보가(小弓公方家)도 덴분(天文) 7년(1538년)에 호조 우지쓰나(北条氏綱)에 의해 멸망당하였다. 이렇게 센고쿠 시대(戦国時代)까지 간토 아시카가 씨는 정치의 주요 무대로부터 차례대로 자취를 감추었다.
그러나 요시아키의 손자인 구니토모(国朝)는 무로마치 막부 멸망 뒤 천하인(天下人)이 된 도요토미 히데요시(豊臣秀吉)에게 간토 구보(関東公方)로써 아시카가 집안을 재흥시키는 것을 허락받았고, 아시카가 요시우지의 딸과 결혼하여 시모쓰케(下野) 기쓰레가와(喜連川)에 영지를 하사받았다. 훗날 그는 성을 기쓰레가와 씨(喜連川氏)로 바꾸었고, 그 자손은 에도 시대에는 녹고(禄高) 5000석에서 10만 석격의 고쿠슈 다이묘(国主大名)의 대우를 받는 집안으로써 존속하였다. 이가 기쓰레가와 번(喜連川藩)이다. 메이지 유신 이후 기쓰레가와 씨는 다시 아시카가 씨로 복성하였다.
기쓰레가와 씨 계통의 아시카가 집안은 당주가 된 아시카가 아쓰우지(足利惇氏) 사후 아쓰우지의 조카인 아시카가 고헤이(足利浩平)가 집안을 이었다.

## 같이 보기
- 무로마치 시대